# Doddiana analamalis
Doddiana analamalis är en fjärilsart som beskrevs av Pierre E.L. Viette 1960. Doddiana analamalis ingår i släktet Doddiana och familjen mott. Inga underarter finns listade i Catalogue of Life.